# Орвелл Тауншип (округ Бредфорд, Пенсільванія)
Орвелл Тауншип (англ. Orwell Township) — селище (англ. township) в США, в окрузі Бредфорд штату Пенсільванія. Населення — 1186 осіб (2020).

## Демографія
Згідно з переписом 2010 року, у селищі мешкало 1159 осіб у 434 домогосподарствах у складі 332 родин. Було 510 помешкань
Расовий склад населення:
| - 98,5 % — білих |

До двох чи більше рас належало 1,4 %. Частка іспаномовних становила 1,0 % від усіх жителів.
За віковим діапазоном населення розподілялося таким чином: 26,1 % — особи молодші 18 років, 58,5 % — особи у віці 18—64 років, 15,4 % — особи у віці 65 років та старші. Медіана віку мешканця становила 41,6 року. На 100 осіб жіночої статі у селищі припадало 100,2 чоловіків;  на 100 жінок у віці від 18 років та старших — 103,8 чоловіків також старших 18 років.
Середній дохід на одне домашнє господарство  становив 67 464 долари США (медіана — 62 000), а середній дохід на одну сім'ю — 70 386 доларів (медіана — 64 135). Медіана доходів становила 38 750 доларів для чоловіків та 36 094 долари для жінок. За межею бідності перебувало 13,5 % осіб, у тому числі 27,3 % дітей у віці до 18 років та 5,8 % осіб у віці 65 років та старших.
Цивільне працевлаштоване населення становило 428 осіб. Основні галузі зайнятості: освіта, охорона здоров'я та соціальна допомога — 19,9 %, виробництво — 18,2 %, транспорт — 11,7 %, будівництво — 11,2 %.